# Raimo Summanen
Raimo Olavi Summanen (* 2. března 1962, Jyväskylä) je bývalý finský lední hokejista, křídelní útočník. S finskou reprezentací se stal mistrem světa v roce 1995 (první finský titul v historii). Má též bronz z mistrovství světa juniorů v roce 1982 (na tomto turnaji vyhrál kanadské bodování). Hrál též na MS 1983 (7. místo), MS 1987 (5. místo), MS 1990 (6. místo), MS 1991 (5. místo), olympijských hrách v Sarajevu roku 1984 (6. místo), olympijských hrách Albertville 1992 (7. místo), Kanadském poháru 1987 a Kanadském poháru 1991. Finskou nejvyšší soutěž hrál za Lahti, Ilves, Hämeenlinnan Pallokerho, Turun Palloseura a Jokerit Helsinky. S Turunem se stal dvakrát mistrem Finska (1993, 1995), s Jokeritem jednou (1994). S Jokeritem vyhrál Evropský hokejový pohár 1994/1995. Dvakrát se stal nejproduktivnějším hráčem finské ligy (1989, 1990), dvakrát též nejlepším střelcem (1983, 1990). Šest sezón strávil v zámoří, NHL si zahrál za Edmonton Oilers a Vancouver Canucks. S Edmontonem v roce 1984 získal Stanleyův pohár. V základní části NHL odehrál 151 utkání a zaznamenal 76 kanadských bodů (36 branek). Dalších 10 zápasů, 7 bodů a 2 góly přidal v play-off. Hrál též na farmách (Nova Scotia Oilers, Fredericton Express, Flint Spirits). Krátce působil též ve švýcarské nejvyšší soutěži, v dresu SC Bern. Po skončení hráčské kariéry se stal úspěšným trenérem, s Jokeritem vyhrál finskou ligu (2001–02) a kontinentální pohár (2002–03), s Avangardem Omsk vyhrál základní část KHL 2010–11 a hrál finále Gagarinova poháru 2011–12, s Olimpijí Lublaň vyhrál Alpskou ligu 2020–21. V roce 2002 získal Trofej Kaleviho Numminena pro nejlepšího trenéra finské ligy. V letech 2003–2004 byl hlavním trenérem finské reprezentace, přivedl ji k zisku stříbrné medaile na Světovém poháru 2004. Proslulé byly jeho konfliktní vztahy s Jaromírem Jágrem v době, kdy ho trénoval v Omsku. Jednou mezi nimi málem došlo k bitce. V roce 2004 byl též uveden do finské hokejové síně slávy (jako 142. člen).